# فخرالدین اوحد سبزواری
فخرالدین اوحد مستوفی سبزواری (۷۸۷ – ۸۶۸ ه‍.ق) شاعر، منجم، خوش‌نویس اهل سبزوار در دورهٔ تیموریان بود.از خاندان آل میکالزاده نزل آباد
از خاندان مستوفیان سبزوار و از اعقاب سربداران بود. هم‌عصر سلطان حسین بایقرا و علی‌شیر نوایی بود و اشعاری در مدح آن دو سرود، اما بیشتر اشعارش در منقبت ائمهٔ شیعه است. شعر زیر در مدح علی بن موسی‌الرضا از اوست:
| علّام علم دین علی بن موسی‌الرضا |  | خضر سکندر آئین و شاه فلک جناب |

با وجود ثروت و مکنت، زندگی درویشانه اختیار کرد و تا آخر عمر مجرد باقی ماند. نسبت به زنان بی‌میل بود و این شعر از اوست:
| وصلِ زن هر چند باشد پیشِ مردِ کامجوی   |  | روح و راحت را کفیل و عیش و عشرت را ضمان |
| لیک با او شمعِ صحبت درنمی‌گیرد از آنک |  | من سخن از آسمان می‌گویم او از ریسمان     |

اوحد مستوفی دیوانی مشتمل بر قصاید و غزلیات از خود بر جای گذاشت که امروزه جز دو بیت و یک قصیده اثری از آن در دست نیست. به نوشتهٔ دولتشاه سمرقندی، اوحد سبزواری کتابخانه‌ای با بیش از هزار کتاب داشت و بسیاری را خود حاشیه‌نویسی کرده بود.
به عقیدهٔ شکوفه قبادی، مصحح منظومهٔ عاشقانهٔ جمال و جلال، اوحدی مستوفی ممدوح محمد نزل‌آبادی، سرایندهٔ مثنوی، بوده‌است.